# Сибірська (печера)
Печера Сибірська розташована в  Абхазії,  Гудаутському районі, на  Бзибському хребті, в 2,5 км на північний захід від вершини Чіпшира. Протяжність 230 м, глибина −120 м, площа 150 м², об'єм 1900 м³, висота входу близько 2200 м.

## Складнощі проходження печери
Категорія складності 2А.

## Опис печери
Вхід розташований в скельних виходах, має вигляд щілини, що відкривається на північний захід. Привхідна частина вузька, глибиною 20 м, потім слідують 2 каменепадних уступи по 25 м, вихід у невеликий зал і спуск на нижній горизонт.
Закладена в нижньокрейдових вапняках. У нижній частині порожнини спостерігається капіж.

## Історія дослідження
Виявлено в 1979 році пошуковою експедицією Красноярського клубу спелеологів (кер. А. Ю. Окладніков).